# Renata Briano
Renata Briano (ur. 23 lutego 1964 w Genui) – włoska polityk, działaczka samorządowa, deputowana do Parlamentu Europejskiego VIII kadencji.

## Życiorys
Ukończyła szkołę średnią w genueńskiej dzielnicy Sampierdarena, a następnie studia z zakresu nauk przyrodniczych na Uniwersytecie w Genui. Pracowała jako freelancer w branży edukacji środowiskowej i jako badaczka w instytucie naukowym, później pełniła kierownicze funkcje w lokalnej i regionalnej instytucji szkoleniowej. W 2000 objęła stanowisko asesora ds. środowiska, zrównoważonego rozwoju, łowiectwa i rybołówstwa w zarządzie prowincji Genua. Następnie powołana przez Claudia Burlando w skład zarządu regionu Ligurii jako asesor w tych samych dziedzinach, odpowiadając dodatkowo m.in. za sprawy aktywizacji obrony cywilnej.
Była działaczką postkomunistycznej partii Demokraci Lewicy. W 2007 z ugrupowaniem tym dołączyła do Partii Demokratycznej. W wyborach w 2014 z ramienia PD została wybrana na eurodeputowaną.